# Натали, Чезаре
Чезаре Натали (итал. Cesare Natali; 5 апреля 1979, Бергамо, Италия) — итальянский футболист, защитник.

## Карьера
Чезаре Натали воспитанник «Аталанты», но с того момента, как он начал тренироваться с основой клуба, на поле он не выходил. В 1998 году он был передан на правах аренды в клуб серии С1 «Лекко», затем вернулся в «Аталанту», где за два сезона провёл 1 матч в чемпионате, затем играл за «Монцу», который был арендован в 2001 году. По возвращении в Бергамо Натали стал намного чаще играть в составе, проведя за два сезона 34 матча. В 2003 году «Болонья» купила часть прав на футболиста, но по окончании сезона, хотя Натали и считался игроком основы клуба, команда не захотела полностью выкупить трансфер игрока и Натали в очередной раз возвратился в «Аталанту».
В 2005 году Натали перешёл в «Удинезе», с которой дебютировал в Лиге чемпионов, в квалификации которой именно гол Натали в противостоянии со «Спортингом» выводит команду из квалификации в основной этап турнира, но чемпионская лига принесла игроку и несчастье, в матче с «Барселоной» Натали сильно травмировал Роналдиньо, это повреждение вывело футболиста из строя на много месяцев. Восстановился Натали лишь к началу следующего сезона, в котором был лидером обороны, проведя 32 матча в чемпионате и одну игру в кубке Италии.
4 июля 2007 года Чезаре Натали был куплен клубом «Торино» за 3,5 млн евро, контракт подписан до 2010 года. 4 июля 2009 года Натали перешёл в «Фиорентину» за 2,6 млн евро.

## Статистика
на 5 февраля 2012
| Сезон   | Клуб       | Лига     | Чемпионат | Чемпионат | Кубок | Кубок | Еврокубки | Еврокубки |
| Сезон   | Клуб       | Лига     | Игры      | Голы      | Игры  | Голы  | Игры      | Голы      |
| ------- | ---------- | -------- | --------- | --------- | ----- | ----- | --------- | --------- |
| 1997/98 | Аталанта   | Серия А  | 0         | 0         | ?     | ?     | 0         | 0         |
| 1998/99 | Лекко      | Серия С1 | 22        | 1         | ?     | ?     | 0         | 0         |
| 1999/00 | Аталанта   | Серия B  | 1         | 0         | ?     | ?     | 0         | 0         |
| 2000/01 | Аталанта   | Серия А  | 0         | 0         | ?     | ?     | 0         | 0         |
| 2000/01 | Монца      | Серия B  | 11        | 1         | ?     | ?     | 0         | 0         |
| 2001/02 | Аталанта   | Серия А  | 3         | 0         | ?     | ?     | 0         | 0         |
| 2002/03 | Аталанта   | Серия А  | 26        | 1         | ?     | ?     | 0         | 0         |
| 2003/04 | Болонья    | Серия А  | 31        | 0         | ?     | ?     | 0         | 0         |
| 2004/05 | Аталанта   | Серия А  | 34        | 1         | ?     | ?     | 0         | 0         |
| 2005/06 | Удинезе    | Серия А  | 19        | 1         | ?     | ?     | ?         | ?         |
| 2006/07 | Удинезе    | Серия А  | 32        | 0         | ?     | ?     | ?         | ?         |
| 2007/08 | Торино     | Серия А  | 25        | 1         | ?     | ?     | 0         | 0         |
| 2008/09 | Торино     | Серия А  | 18        | 1         | 1     | 1     | 0         | 0         |
| 2009/10 | Фиорентина | Серия А  | 14        | 0         | 4     | 0     | 3         | 0         |
| 2010/11 | Фиорентина | Серия А  | 16        | 0         | 0     | 0     | 0         | 0         |
| 2011/12 | Фиорентина | Серия А  | 17        | 1         | 2     | 0     | 0         | 0         |